# ポキプシー (ニューヨーク州の市)

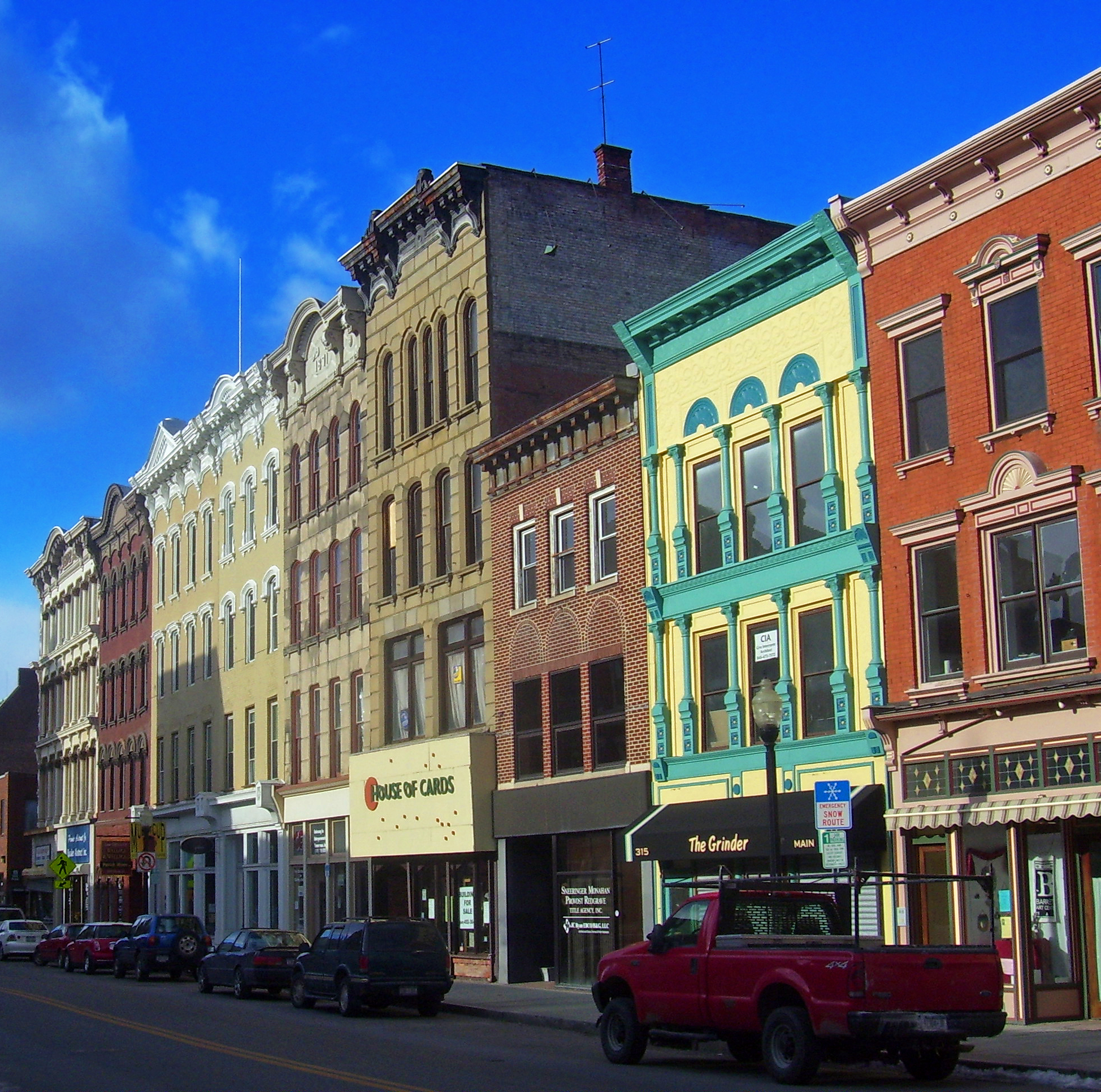
ポキプシー市のダウンタウン

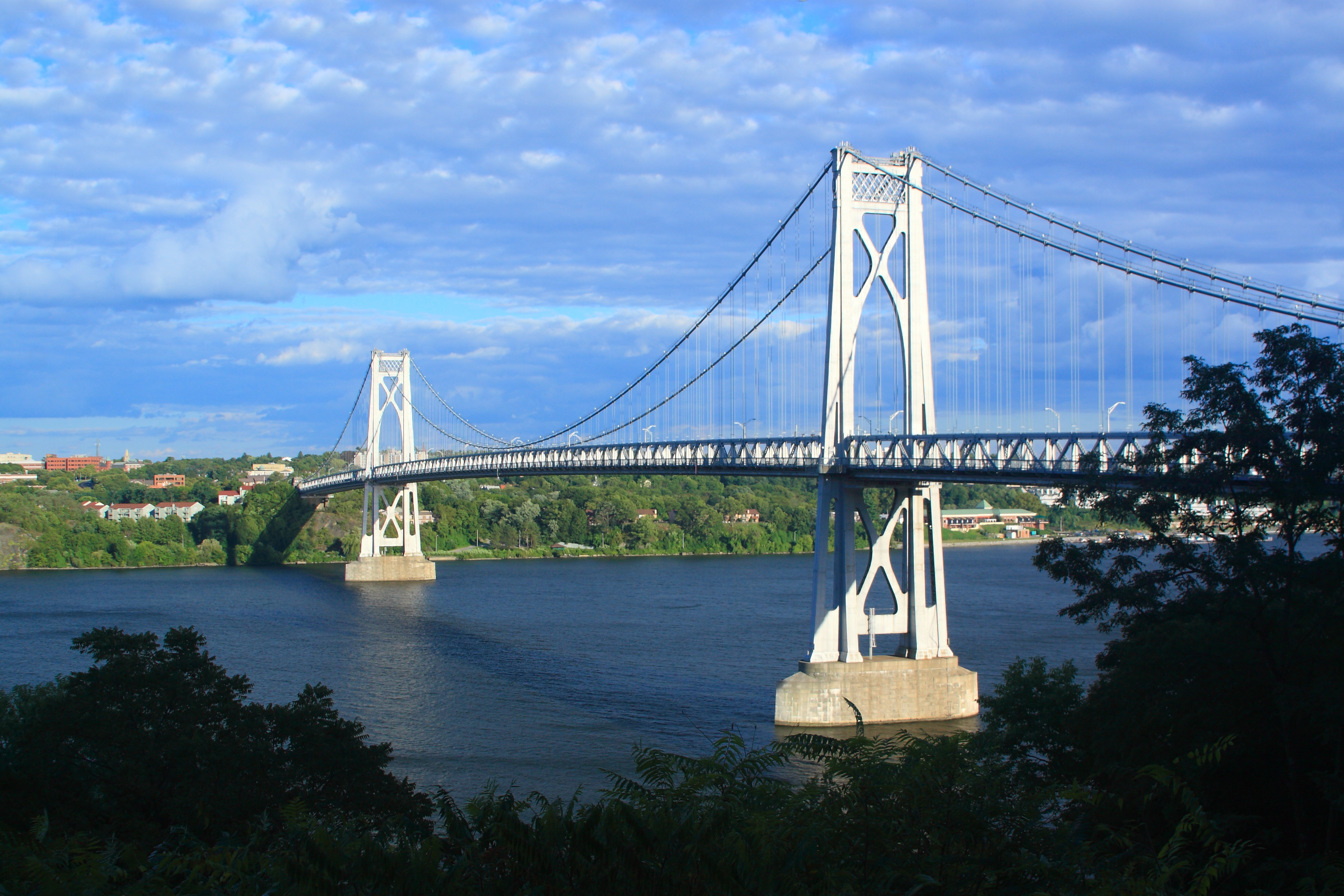
ハドソン川とミッド・ハドソン・ブリッジ

ポキプシー（Poughkeepsie）は、アメリカ合衆国ニューヨーク州の都市。ダッチェス郡の郡庁所在地である。人口は3万1577人（2020年）。ニューヨーク市の北方、ハドソン川東岸に位置する。ポキプシー市はポキプシー町に半月形に取り囲まれている。総面積は15km2でポキプシー町より小さい。

ダッチェス郡内の位置

## 産業

### IBM
IBMは隣接するポキプシー町に大規模な敷地を構えており、かつてIBMの「主要工場」と呼ばれていたが、従業員の多くは社内の別の場所に移された（2008年）。このサイトでは、かつてIBM 700/7000シリーズ・コンピューターとIBM 7030 Stretchコンピューター、およびエンディコット・サイトと共にIBMメインフレームを開発・製造していた。RISC System/6000 SP2ファミリーのコンピューターは、そのうちの1台が世界のチェスマスターであるガルリ・カスパロフとのチェスの試合に勝って、これはIBMポキプシーで製造されたものせある。 2008年10月、IBMのポキプシー施設は、Assembly Magazineの編集者によって「Assembly Plant of the Year 2008」に選ばれた。IBMポキプシーは最新のメインフレームとハイエンドPower SystemsサーバーのIBMの主要な開発・製造センターであり、z/OSソフトウェア、およびIBMのその他のハードウェア製品の主要なソフトウェア開発センターのひとつである。

### その他
1972年まで、ポキプシーにはスミスブラザーズ（Smith Brothers）の咳止め薬工場があった。スミス兄弟の墓地は、ポキプシー農村墓地（Poughkeepsie Rural Cemetery）にある。

### メディア
ポキプシー・ジャーナル紙（Poughkeepsie Journal）はいまだ発行されている米国の新聞で、3番目に古く、ポキプシー市のマーケット街にオフィスがある。

## 交通

### 鉄道

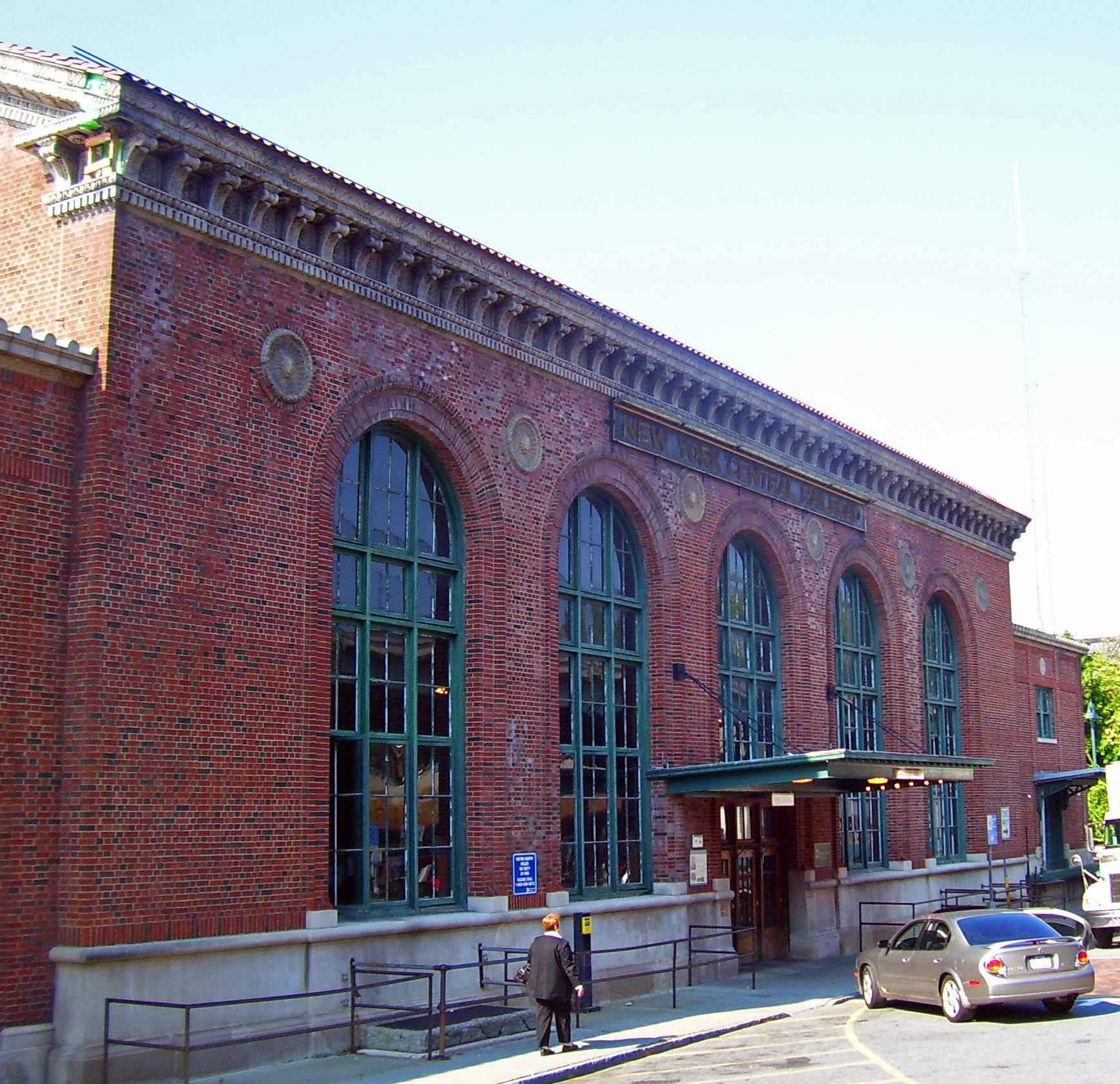
ポキプシー駅

ポキプシー駅がメイン・ストリート41にある。メトロノース鉄道のニューヨーク市内へ行くハドソン線の終点で、アムトラックの停車駅にもなっている。
アムトラックの停車する列車は下記の通り。
トロントとニューヨーク間の昼行国際列車メープルリーフ号…1日1往復停車
モントリオールとニューヨーク間の昼行国際列車アディロンダック号…1日1往復停車
バーモント州ラトランドとニューヨーク間の昼行中距離列車イーサン・アレン・エクスプレス号…1日1往復停車
ニューヨーク州ナイアガラフォールズおよびオールバニとニューヨーク間の昼行中長距離列車エンパイア・サービス…1日6.5往復発着